# Ryu (歌手)
Ryu（りゅう、1974年6月23日 - ）は、大韓民国の忠清南道出身の歌手。ビーイング所属。本名はミン・グァノン（민관홍）。身長178cm、体重65kg。100mを10秒台で走った。

## 日本において
日本では2004年、『冬のソナタ』のテーマ曲、『最初から今まで（はじめからいままで）』や『My Memory』を歌ったことで知られている。2004年3月10日にはNHKホールで行われた日本ゴールドディスク大賞の授賞式で大賞のサウンドトラック・アルバム・オブ・ザ・イヤーを受賞した。またこの年、全国21ヵ所で「冬のソナタコンサート featuring Ryu」を開催し総観客数、約6万人を超えた。同年、第46回日本レコード大賞で特別賞を受賞し、第55回NHK紅白歌合戦にも初出場した。
日本デビューから一貫して楽曲制作にビーイングのミュージシャンを起用しており、ビーイングと共同で自身の楽曲のプロデュースを行っている。日本デビュー当初の所属レコード会社はコロムビアミュージックエンタテインメント（現在の日本コロムビア）だったが、ビーイングが運営していた音楽配信サイトであるBGV.JP（現ミュージング）に情報が掲載されていた。コロムビアミュージックエンタテインメントから移籍したバウンシーレコーズの事業が終了した現在では、ビーイング系列のレコード会社であるZAIN RECORDSに所属している。
2005年には韓国政府から「ハングル広報大使」に任命され、NHKハングル講座にゲスト出演。7月には再度、全国17ヵ所でツアーを行った。
2008年には韓国観光名誉広報大使に任命される。2014年にはアイドルグループ・SKE48のユニットGALAXY of DREAMSの「GALAXY of DREAMS」の作曲を担当した。

## ディスコグラフィー

### シングル
1. モーメント/最初から今まで（2003年12月10日）
2. 聞こえない告白（2004年12月15日）
3. 私がいなくなっても（2005年6月22日）
4. Dream Lover（2006年8月2日）
5. nobody knows（2006年10月18日）
6. 遅刻（2009年2月11日）
7. たいせつ（2010年3月3日）

### アルバム
- モーメント（2003年12月10日）
- 初恋（2004年8月4日）
- ユメ～襟を濡らす涙（2005年6月22日）ミニ・カバーアルバム
- おとぐすり（2006年3月8日）
- A better day（2006年11月15日）
- Ryuベスト 〜Ryuism〜（2008年12月10日）ベストアルバム
- Love note（2013年9月11日）カバーアルバム
- 静かに恋をして（2014年10月1日）

### DVD
- 冬のソナタ コンサート　 featuring Ryu （2005年7月29日）
- Ryu Live 2005～ユメ-襟を濡らす涙～（2005年11月16日）
- Ryu Live 2006 おとぐすり（2006年8月2日）
- Ryu Live 2006 A better day（2007年2月28日）
- LIVE DVD『Ryu JAZZ流 Live Selection』（2011年9月7日）

### 本
- ～ユメ-襟を濡らす涙～（毎日新聞）（2005年6月）
- Ryuの野菜たっぷり韓国ごはん（徳間書店）（2013年8月23日）

### その他
- Ryu・黒田福美が行く韓国四季の旅DVD発売（2009年）
- 宇徳敬子のベスト・アルバム「宇徳敬子 COMPLETE BEST 〜Single Collection〜」（2011年12月21日）
- 「Way Back Into Love」でゲスト参加及びカバー。

## メディア出演

### テレビ番組
- NHKNHK紅白歌合戦（2004）
- テレビ朝日ミュージックステーション
- TBSうたばん
- フジテレビFNS歌謡祭
- NHK教育テレビ「アンニョンハシムニカ？ハングル講座」レギュラー出演（2005,2006）
- BS朝日他「Ryuがいざなう韓国～この夏 釜山・済州島の旅～」（2008）
- 「Ryuがいざなう韓国 ～美しい冬、こころ温まる旅～」（2008）
- BS朝日「Ryuが行くニッポン食紀行」　ナビゲーター（2009）

### 連載
- 毎日jp（毎日新聞社）　コラム“Ryu's café”（2005-2009）
- スッカラ（韓国文化紹介雑誌） Ryuの日本見聞録（毎日jpの連載より抜粋）
- 韓国語ジャーナル（アルク社） 「Ryuの韓韓辞典でQ!」

## 楽曲提供・歌唱
- ドラマ「夏の香り」OST（作詞・作曲・プロデューサー）
- キム・ワンソン 8集「S」（作詞・作曲）
- キム・レウォン「新しい世界」（韓国ドラマ「食客」主題歌）（作詞・作曲）
- 映画「ラスト・プレゼント」主題歌「プレゼント」（歌唱）
- SKE48「GALAXY of DREAMS」（作曲）